# ویلیام استینکراوس
ویلیام استینکراوس (انگلیسی: William Steinkraus; ۱۲ اکتبر ۱۹۲۵ – ۲۹ نوامبر ۲۰۱۷) سوارکار اهل ایالات متحده آمریکا بود.
وی در مسابقات کشوری و بین‌المللی در مجموع برندهٔ ۴ مدال طلا، ۳ مدال نقره، ۱ مدال برنز شده‌است.